# 冰月花雪
冰月花雪（英語：Luna Snow）是美國漫威漫畫的超級英雄。最初登場於電子遊戲《MARVEL未來之戰》，由Marvel遊戲和網石遊戲製作。

## 人物
冰月花雪是位流行歌手，原名雪希（Seol Hee）。由於父母去世並照顧年邁的祖母， 想要透過舞蹈和歌藝賺錢，於是成為韓國最受歡迎的流行歌手。
但有次在史塔克工業表演時，受到恐怖組織AIM的襲擊，雪希保護自己的歌迷反被抓拿。之後企圖逃走時，誤觸了實驗項目使得她獲得控制冰的能力，接著就被韓媒稱之為冰月花雪

## 其他媒體

### 電子遊戲
- 《漫威：未來之戰》
- 《漫威超級戰爭》[2]
- 《漫威爭鋒》：由茱蒂·愛麗絲·李（Judy Alice Lee）配音。

## 資料來源
1. ↑  POPO. . SCREEN FANDOM.   [2022-02-07]. （原始内容存档于2020-01-22） （中文（臺灣））.
2. ↑  漫威超級戰爭更新公告2020.12.24

## 外部連結
- Marvel Database 冰月花雪(地球616) （页面存档备份，存于）